# Agabus infuscatus
Agabus infuscatus är en skalbaggsart som beskrevs av Aubé 1838. Agabus infuscatus ingår i släktet Agabus och familjen dykare. Enligt den finländska rödlistan är arten sårbar i Finland. Arten har ej påträffats i Sverige. Artens livsmiljö är näringsfattiga sjöar. Inga underarter finns listade i Catalogue of Life.